# Can Severiano Virella
Can Severiano Virella és un edifici de Sitges (Garraf) inclosa a l'Inventari del Patrimoni Arquitectònic de Catalunya.

## Descripció
Es tracta d'un edifici de planta baixa i dos pisos, entre mitgeres, amb una torratxa a un dels cantons de la casa. L'edifici compta amb llenguatge neogòtic: merlets, trencaaigües i goterons. Ampli jardí posterior actualment modificat. També s'ha modificat la façana principal per a posar-hi locals comercials. A l'interior encara resten elements interessants originaris (llar de foc, vidrieres, escala, baranes…)